# Ollie Johnson (baloncestista de 1942)
Oliver "Ollie" Johnson (nacido en 1942 en Washington D. C.) es un exjugador de baloncesto estadounidense que disputó 3 temporadas en la Liga de baloncesto de Bélgica. Con 2,00 metros de altura, jugaba en la posición de alero.

## Trayectoria deportiva

### Universidad
Jugó durante 4 temporadas con los Dons de la Universidad de San Francisco, donde promedió 18,9 puntos y 14,7 rebotes por partido. Ayudó a su equipo a clasificarse para el Torneo de la NCAA de 1965, donde fueron eliminados en segunda ronda, pero que le sirvieron para ser el jugador con mejor promedio de anotación, con 35,4 puntos por partido, y el mejor reboteador, con 18,5 rebotes.

### Profesional
Fue elegido en la undécima posición del Draft de la NBA de 1965 por Boston Celtics, pero no llegó a debutar en la liga profesional. Jugó con los San Francisco Athletic Club de la AAU una temporada, antes de tomar rumbo a Bélgica, donde jugó con el Racing de Amberes durante tres temporadas.